# Rodolphe Julian
Pour les articles homonymes, voir Julian.
Pierre Louis Rodolphe Julian (13 juin 1839-11 février 1907) né à Lapalud est un peintre, graveur  et professeur français,  fondateur de l'Académie Julian à Paris. 

## Biographie
La mère de Rodolphe Julian, Sophie Favier (1810-1889) n'était pas mariée avec son père Pierre Louis Julian (1800-), dit Julian aîné. Il avait huit ans quand ses parents se marièrent le 20 avril 1847, ce qui permit de le légitimer ainsi que sa sœur ainée, Mathilde Clara Louise Julienne, née le 2 août 1834.
Son père, débitant de tabac, l'envoya à Marseille comme commis dans une librairie. Le jeune Rodolphe partageait ses loisirs en nageant dans le Vieux Port, en luttant lors des fêtes, en lisant Balzac et il gagna la réputation de  « bêtiser sur le port ». Déjà doué pour le dessin, il décida de monter à Paris où il devint l'élève de Léon Cogniet et d'Alexandre Cabanel,  professeurs à l'École des Beaux-Arts, mais sans s'inscrire aux cours,.
Dès 1863, Rodolphe Julian commença à exposer dans les salons. Sa première au « Salon des refusés » comportait six toiles et deux têtes d'étude. Au Salon de 1865, il présenta deux œuvres qui furent admirées par le critique G. Privat qui écrivit:

« Julian me console heureusement de cette peinture fade et décolorée. Ces deux figures de femmes La Jeune Fille et Désolée sont bien dessinées, bien peintes, d'un ton agréable, d'une originalité incontestable. »

La plupart de ses tableaux sont inspirés de la littérature et de la mythologie ou bien célèbrent la femme.
Il installa, à partir de 1866, au 36 rue Vivienne où il habitait, un atelier de peintre.
Dès 1868, ayant besoin d’argent et possédant un grand atelier, il ouvre une académie novatrice : elle est ouverte aux femmes et les professeurs sont parmi les artistes les plus célèbres  du moment. À partir de 1880, le succès de son école permet à Julian de renoncer à sa carrière de peintre, bien qu’il soit alors considéré comme un artiste d’avenir. Un siècle durant, l’Académie Julian, devenue en 1968 l’École supérieure d’arts graphiques Penninghen, accueillit et forma de très nombreux artistes, venus principalement d’Amérique et d’Europe , parmi lesquels Derain, Matisse, Léger, Arp, Duchamp, Bazaine, Dubuffet, Lartigue, Majorelle ou Mucha.
Il était l'époux de la peintre Amélie Beaury-Saurel et l'oncle de la femme de lettres André Corthis.
Rodolphe Julian meurt à Paris en son domicile au 7, rue d'Amboise le 11 février 1907 d'une embolie consécutive à une phlébite. Son corps repose au cimetière de Lapalud.

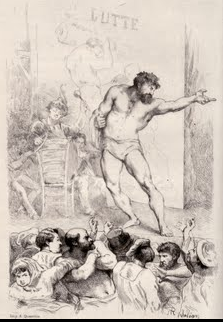
Ompdrailles - Le Tombeau des lutteurs - Rodolphe Julian
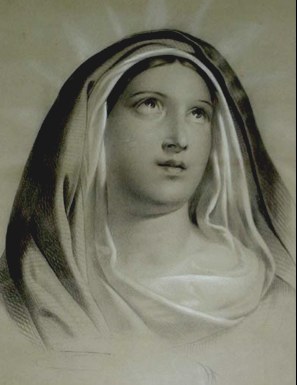
Madone - Rodolphe Julian
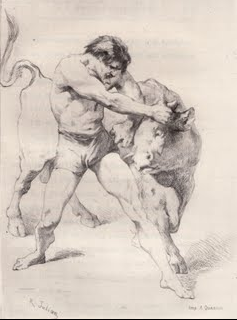
Ompdrailes - Le Tombeau des lutteurs - Rodolphe Julian

## Récompense
Pour services rendus à l'Art, Rodolphe Julian est nommé chevalier de l'Ordre national de la Légion d'honneur en 1881.

## Collections
- San Francisco De Young Museum [6]
- British Museum [7]